# Serie B (2003/2004)
Rozgrywki Serie B w sezonie 2003/2004 były 72. edycją w historii włoskiej drugiej ligi. W lidze rywalizowały 24 drużyny.

## Caso Cataniai reforma rozgrywek
Po zakończeniu poprzedniego sezonu doszło do kontrowersji znanej później jako Caso Catania (pol. przypadek Catanii). Klub z Katanii zgłosił wystąpienie nieuprawnionego gracza Sieny w bezpośrednim spotkaniu. Mecz zakończył się wynikiem 1:1, natomiast walkower na korzyść Catanii dałby im utrzymanie. Początkowo zaakceptowano żądania klubu z Sardynii i przyznano im walkowera, po czym decyzja została cofnięta ze względu na brak faktycznego występu zawodnika. Catania odwołała się od decyzji, co ostatecznie doprowadziło do poszerzenia ligi z 20 do 24 drużyn poprzez dodatkowe utrzymanie m.in. Catanii. Tym samym sezon 2003/2004 stał się sezonem przejściowym, w którym więcej drużyn uzyskało awans do Serie A, poszerzając włoską ekstraklasę do 20 drużyn. Równolegle zmniejszono Serie B od następnego sezonu do 22 drużyn, jednak do 20 drużyn powrócono dopiero 15 lat później, co było spowodowane licznymi upadkami klubów.

## Uczestnicy
| Uczestnicy poprzedniej edycji                                                                                 | Uczestnicy poprzedniej edycji | Uczestnicy poprzedniej edycji | Uczestnicy poprzedniej edycji |
| --- | ----------------------------- | ----------------------------- | ----------------------------- |
| TRI | Triestina                     | 5                             |                               |
| PAL | Palermo                       | 6                             |                               |
| TER | Ternana                       | 7                             |                               |
| CAG | Cagliari                      | 8                             |                               |
| VIC | Vicenza                       | 9                             |                               |
| LIV | Livorno                       | 10                            |                               |
| BAR | Bari                          | 11                            |                               |
| VEN | Venezia                       | 12                            |                               |
| ASC | Ascoli                        | 13                            |                               |
| HEL | Hellas Verona                 | 14                            |                               |
| MES | Messina                       | 15                            |                               |
| NAP | Napoli                        | 16                            |                               |
| CTN | Catania                       | 173                           |                               |
| GEN | Genoa                         | 183                           |                               |
| SAL | Salernitana                   | 203                           |                               |
| Spadek z Serie A 2002/2003                                                                                    |                               |                               |                               |
| ATA | Atalanta                      | 151                           |                               |
| PIA | Piacenza                      | 16                            |                               |
| COM | Como                          | 17                            |                               |
| TOR | Torino                        | 18                            |                               |
| Awans z Serie C1 2002/2003                                                                                    |                               |                               |                               |
| grupa A |                               |                               |                               |
| TRV | Treviso                       | 1                             |                               |
| ALB | AlbinoLeffe                   | 2                             |                               |
| grupa B |                               |                               |                               |
| AVE | Avellino                      | 1                             |                               |
| PES | Pescara                       | 2                             |                               |
| Awans z Serie C2 2002/2003                                                                                    |                               |                               |                               |
| grupa B |                               |                               |                               |
| FIO | Fiorentina                    | 13                            |                               |
| Oznaczenia: - kolumna pierwsza – skróty nazw drużyn, - kolumna trzecia – miejsce zajęte w poprzednim sezonie. |                               |                               |                               |

Objaśnienia:
1. Atalanta przegrała baraże o utrzymanie w Serie A z Reginną.
2. AlbinoLeffe i Pescara wygrały baraże o awans do Serie B.
3. W związku z Caso Catania (przypadek Catanii), Catania, Genoa i Salernitana uzyskały dodatkowe utrzymanie na poziomie Serie B. Ponadto, w związku z wykluczeniem Cosenzy z rozgrywek, dodatkowe miejsce przyznano Fiorentinie, przez co klub uzyskał bezpośredni awans z Serie C2 do Serie B z pominięciem Serie C1.

## Tabela
| Lp. | Drużyna         | M  | Z  | R  | P  | Bramki | Bramki | Różn. | Pkt | Uwagi                      | Bezpośrednio |
| --- | --------------- | -- | -- | -- | -- | ------ | ------ | ----- | --- | -------------------------- | ------------ |
| 1   | Palermo (M) (A) | 46 | 22 | 17 | 7  | 75     | 39     | +36   | 83  | Awans do Serie A 2004/2005 |              |
| 2   | Cagliari (A)    | 46 | 23 | 14 | 9  | 80     | 51     | +29   | 83  | Awans do Serie A 2004/2005 |              |
| 3   | Livorno (A)     | 46 | 20 | 19 | 7  | 75     | 45     | +30   | 79  | Awans do Serie A 2004/2005 |              |
| 4   | Messina (A)     | 46 | 21 | 16 | 9  | 71     | 45     | +26   | 79  | Awans do Serie A 2004/2005 |              |
| 5   | Atalanta (A)    | 46 | 19 | 20 | 7  | 59     | 36     | +23   | 77  | Awans do Serie A 2004/2005 |              |
| 6   | Fiorentina (B)  | 46 | 19 | 16 | 11 | 53     | 48     | +5    | 73  | Baraże o awans             |              |
| 7   | Ternana         | 46 | 18 | 15 | 13 | 64     | 52     | +12   | 69  |                            |              |
| 8   | Piacenza        | 46 | 17 | 17 | 12 | 50     | 47     | +3    | 68  |                            |              |
| 9   | Catania         | 46 | 18 | 13 | 15 | 53     | 53     | 0     | 67  |                            |              |
| 10  | Triestina       | 46 | 15 | 19 | 12 | 50     | 50     | 0     | 64  |                            |              |
| 11  | Ascoli          | 46 | 14 | 18 | 14 | 54     | 54     | 0     | 60  |                            |              |
| 12  | Torino          | 46 | 14 | 17 | 15 | 57     | 54     | +3    | 59  |                            |              |
| 13  | Vicenza         | 46 | 12 | 20 | 14 | 48     | 51     | −3    | 56  |                            |              |
| 14  | Napoli1         | 46 | 10 | 26 | 10 | 35     | 43     | −8    | 56  | Drużyna wycofana           |              |
| 15  | Treviso         | 46 | 12 | 19 | 15 | 48     | 51     | −3    | 55  |                            |              |
| 16  | Genoa           | 46 | 13 | 16 | 17 | 57     | 62     | −5    | 55  |                            |              |
| 17  | Salernitana     | 46 | 14 | 13 | 19 | 36     | 53     | −17   | 55  |                            |              |
| 18  | AlbinoLeffe     | 46 | 13 | 15 | 18 | 47     | 59     | −12   | 54  |                            |              |
| 19  | Hellas Verona   | 46 | 13 | 14 | 19 | 54     | 65     | −11   | 53  |                            |              |
| 20  | Venezia (B)     | 46 | 12 | 15 | 19 | 40     | 57     | −17   | 51  | Baraże o utrzymanie        |              |
| 21  | Bari1 (B)       | 46 | 13 | 11 | 22 | 50     | 62     | −12   | 50  | Baraże o utrzymanie        |              |
| 22  | Pescara2        | 46 | 11 | 13 | 22 | 46     | 69     | −23   | 46  |                            |              |
| 23  | Avellino (S)    | 46 | 8  | 13 | 25 | 51     | 69     | −18   | 37  | Spadek do Serie C1         |              |
| 24  | Como (S)        | 46 | 7  | 12 | 27 | 34     | 71     | −37   | 33  | Spadek do Serie C1         |              |

## Baraże o awans do Serie A
W barażach o awans do Serie A brały udział 15. drużyna Serie A i 6. drużyna Serie B. Zwycięzca dwumeczu uzyskał prawo do gry w Serie A w następnym sezonie.
| 16 czerwca 2004 | Perugia | 0:1 | Fiorentina |  |
| 20:30           |         |     |            |  |

| 20 czerwca 2004 | Fiorentina | 1:1 | Perugia |  |
| 20:30           |            |     |         |  |

Zwycięzca: Fiorentina

## Baraże o utrzymanie w Serie B
W barażach o utrzymanie w Serie B rywalizowały drużyny z miejsca 20. i 21. w Serie B. Zwycięzca uzyskał prawo do gry w Serie B w następnym sezonie.
| 16 czerwca 2004 | Bari | 1:0 | Venezia |  |
| 20:30           |      |     |         |  |

| 19 czerwca 2004 | Venezia | 2:0 | Bari |  |
| 20:30           |         |     |      |  |

Zwycięzca: Venezia
Uwaga!

W związku z wycofaniem Napoli z rozgrywek Serie B, Bari uniknęło spadku.